# Данилин, Николай Семёнович
Николай Семёнович Данилин (1937—2020) — советский и российский военный учёный в области теории и практики неразрушающего контроля электронной компонентной базы применения современных космических объектов и систем, доктор технических наук, профессор, генерал-майор. Лауреат  Премии Совета Министров СССР (1987).

## Биография
Родился 20 ноября 1937 года в Харькове.
С 1955 по 1960 год обучался радиотехническом факультете Харьковского высшего командно-инженерного училища, по окончании которого получил специализацию инженера по эксплуатации радиотехнических средств военно-воздушных сил. С 1960 года на научно-педагогической работе в Харьковском высшем командно-инженерном училище в качестве адъюнкта, преподавателя, старшего преподавателя и с 1972 по 1982 год —  начальника кафедры надежности и эксплуатации космических электронных систем. 
С 1982 года на научно-исследовательской работе в Научно-исследовательском институте приборостроения (с 1991 года — Российский научно-исследовательский институт космического приборостроения) в качестве заместителя генерального директора этого НИИ по научной работе (Москва).  В 1987 году Постановлением СМ СССР ему было присвоено воинское звание генерал-майор. Н. С. Данилин являлся ведущим разработчиком в области 
эксплуатационного обеспечения лётно-конструкторских испытаний автоматических межпланетных станций «Марс» и «Венера-Галлея», а так же глобальной спутниковой системы навигации «ГЛОНАСС».
С 1992 по 2007 год — начальник Научного центра сертификации элементов и оборудования РКС, где занимался обеспечением  контроля электронных компонентов для создания высоконадёжной космической аппаратуры. С 2007 года — главный научный сотрудник Российских космических систем.

### Научно-педагогическая деятельность и вклад в науку
Основная научно-педагогическая деятельность Н. С. Данилина была связана с вопросами в области теории и практики неразрушающего контроля электронной компонентной базы  космического применения современных космических систем и объектов. С 1985 по 2012 год Н. С. Данилин как представитель Федерального космического агентства был одним из руководителей создания гармонизированных алгоритмов тестирования высоконадёжной электронной компонентной базы при управлении качеством космической радиоэлектронной аппаратуры в условиях глобальной экономики в рамках совместного российско-европейского проекта TACIS. Н. С. Данилин являлся 
руководителем секции «Космические электронные компоненты и вопросы их сертификации» и заместителем председателя РНТОРЭС имени А. С. Попова и членом аттестационного совета по присуждению ученых степеней в РКС. Н. С. Данилин трижды, в 2011, 2013 и в 2017 годах выдвигался академиком РАН В. В. Клюевым в качестве кандидата в член-корреспонденты РАН.
В 1965 году защитил диссертацию на соискание учёной степени кандидат технических наук, в 1971 году — доктор технических наук по теме связанной с проблемами неразрушающего контроля качества радиоэлектронной аппаратуры. В 1976 году Приказом ВАК СССР ему было присвоено учёное звание профессор. Н. С. Данилин являлся  действительным членом Российской академии космонавтики имени К. Э. Циолковского и Российской инженерной академии. Им было написано более трёхсот шестидесяти научных трудов, в том числе двадцать пять монографий, три учебника и около 15 свидетельств и патентов  на изобретения, под его руководством было подготовлено десять докторов и тридцать пять кандидатов технических наук. В 1987 году «за разработку и внедрение в производство комплекса аппаратуры для диагностического неразрушающего контроля качества компонентов радиоэлектронной техники» Н. С. Данилину была присуждена Премия Совета Министров СССР.
Скончался 31 марта 2020 года в Москве.

## Награды, звания и премии
- Орден «За службу Родине в Вооружённых Силах СССР» III степени
- Премия Совета Министров СССР (1987 — «за разработку и внедрение в производство комплекса аппаратуры для диагностического неразрушающего контроля качества компонентов радиоэлектронной техники»)[1]
- Золотая медаль имени академика В.Ф. Уткина[2]